# Kombai
Kombai, także Kombajowie – lud papuaski z indonezyjskiej części Nowej Gwinei. Ich populację szacuje się na 4 tys. osób. Wyznają chrześcijaństwo, zachowują także wierzenia tradycyjne. Posługują się własnym językiem kombai z rodziny transnowogwinejskiej. Ze względu na podobieństwa w kulturze i języku bywają łączeni z grupami Muyu i Korowai.
Nazwa „Kombai”, przyjęta w literaturze międzynarodowej, nie ma charakteru rodzimego (została nadana przez osoby z zewnątrz).